# توم باورز
توم باورز (بالإنجليزية: Tom Bowers)‏ هو مصور بريطاني، ولد في 1936 في لندن في المملكة المتحدة.